# ولفگانگ لنتس
ولفگانگ لنتس (انگلیسی: Wolfgang Lentz; ۲۳ فوریهٔ ۱۹۰۰ – ۸ دسامبر ۱۹۸۶) استاد دانشگاه و ایران‌شناس اهل آلمان بود که در زبان‌های ایرانی میانه و زبان فارسی نو تخصص داشت.